# Hugo Barthelme
Hugo Barthelme (* 15. November 1822 in Eußenhausen, Unterfranken; † 4. Februar 1895 in München) war ein deutscher Historienmaler und Freskant.

## Leben und Werk

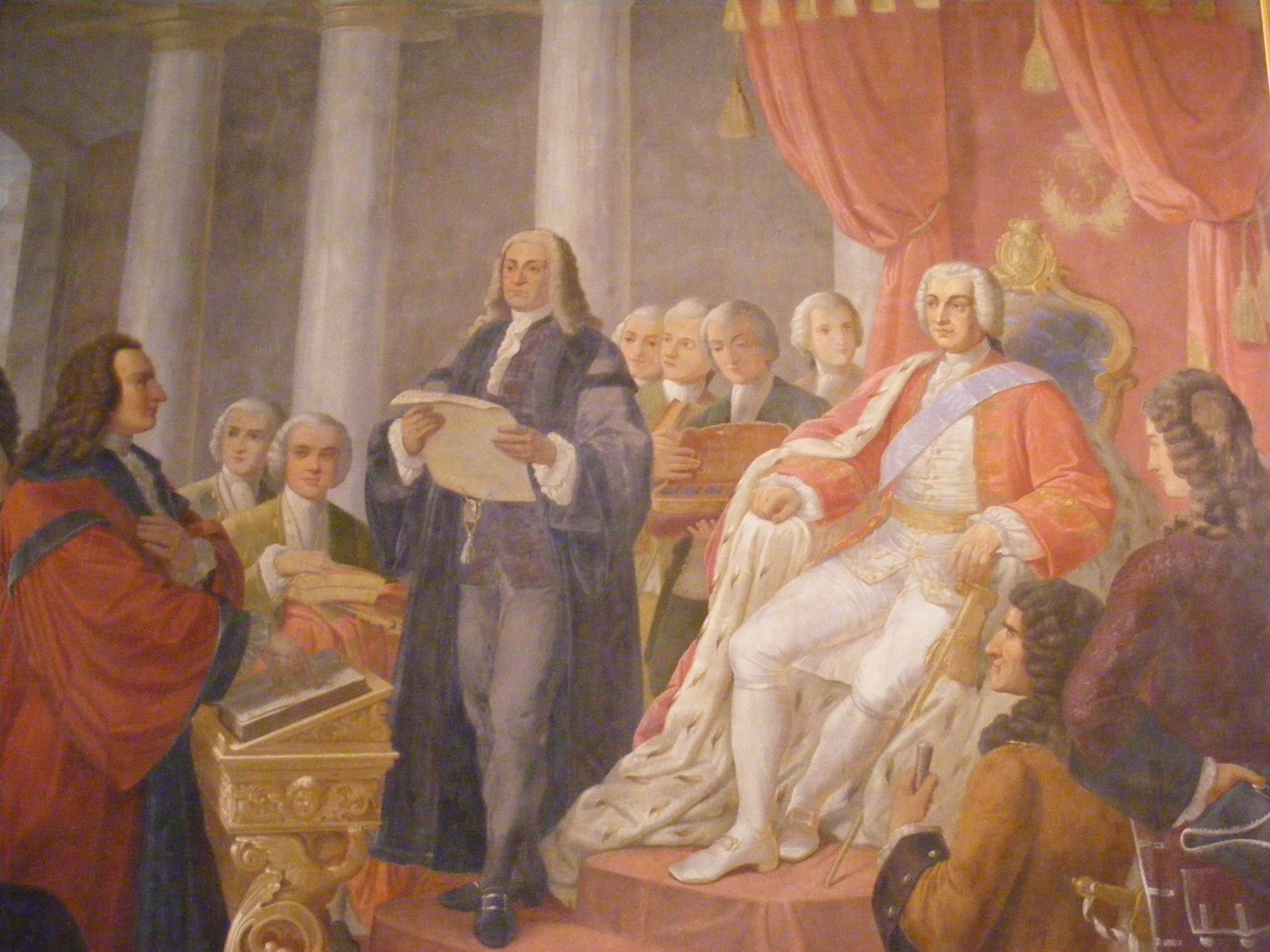
Barthelmes Fresko Markgraf Friedrich von Bayreuth stiftet 1743 die Universitaet Erlangen (zwischen 1858 und 1867)

Hugo Barthelme war der Sohn eines königlich-bayerischen Zollamtskontrolleurs. Seine erste Ausbildung erhielt er in Würzburg. Am 19. November 1840 immatrikulierte er sich für das Fach Malerei an der Königlichen Kunstakademie in München. Seine Lehrer waren der Historienmaler Johann von Schraudolph und Heinrich Hess. Barthelme wandte sich vor allem der Christlichen Kunst zu und erwarb Kenntnisse in der Frescotechnik. 1850 schuf er ein Madonnengemälde, das vom Kunstverein München aufgekauft wurde. Zur gleichen Zeit entstand das Adventsbild „Joseph mit Maria Herberge suchend“, das vom Kunstverein Prag erworben wurde sowie das Osterbild „Christus erscheint der weinenden Magdalena“. Gönner ermöglichten ihm 1857 eine Reise nach England, wo er mehrere Porträts malte und für die Kathedrale von Birmingham ein großes Freskogemälde schuf. Nach der Rückkehr nach München war er an der Restaurierung des alten Landständehauses in Landshut beteiligt. König Maximilian II. beauftragte ihn 1860 mit der Anfertigung von Wandbildern für das damalige Nationalmuseum. Dabei entstanden u. a. die Gemälde „Gründung der Universität Erlangen durch den Markgrafen Friedrich von Bayreuth“ und „Fürstbischof Franz Ludwig von Erthal hält bei der zweiten Säkularfeier der Universität Würzburg im Jahre 1782 die Festrede“. Für die Münchner Residenz schuf Barthelme das Ölgemälde „Herzog Albrecht III. bestraft die Raubritter“.
Nachfolgend erhielt Barthelme einen großen Auftrag im schwäbischen Weißenhorn. Dort war 1859 die Pfarrkirche Mariä Himmelfahrt eingestürzt und musste abgetragen werden. Ab 1865 wurde sie nach dem Entwurf des Münchner Architekten August von Voit im neuromanischen Stil wieder aufgebaut. In den Sommermonaten 1868/69 freskierte Barthelme die vier Gewölbeschalen des Mittelschiffs sowie die Wölbung über dem Orgelchor. Für die Würzburger Universitätskirche, die während der Säkularisation profaniert worden war und 1852 wieder für Gottesdienste bereitgestellt wurde, malte Barthelme ab 1884 u. a. die damals kahlen Wände mit religiösen Gemälden aus. Mit diesem Auftrag war er bis Herbst 1887 beschäftigt. Danach kehrte er nach München zurück und schuf noch einige Genrebilder. Diese wurden teilweise von König Ludwig II. aufgekauft und von ihm an bevorzugte Persönlichkeiten verschenkt.
Seit 1860 war Barthelme Mitglied des Münchner Vereins für Christliche Kunst, dem er bis zu seinem Tod 1895 verbunden blieb.